# Strasshof Vasútmúzeum
A Strasshof Vasútmúzeum egy vasúti múzeum Ausztriában, Strasshof an der Nordbahn településen.

## Történet
1939-ben a Deutsche Reichsbahn a Strasshof állomás bővítése mellett döntött a Nordbahn megnövekedett forgalmának köszönhetően. Amikor 1944-ben elkezdték az építkezést, a projekt már nem volt releváns, mivel a Wehrmacht visszavonulása a második világháború során már régen elkezdődött. A második világháború 1945-ös befejezése után az építkezést csak 1947-ben fejezhette be az újjáépített állami ÖBB. A tervezett három csarnok helyett csak egy négyszögletes kazánház épült. A második világháború után megváltozott forgalmi viszonyok következtében (lásd többek között a vasfüggöny) a rendszer hamar túlméretezettnek tűnt, ezért korán a sérült és elavult mozdonyok parkolására, majd későbbi leselejtezésére használták. 1978-ban zárták be és 1984-ben megnyílt a múzeum.
2010-ben mintegy 80 mozdony (néhány közülük teljesen működőképes) és több mint 180 kocsi volt kiállítva. A kiállítási tárgyak körüli teljes környezetet is eredeti állapotában őrizték meg, beleértve a fából készült víztornyot, a szénfelvonókat és a vízdarukat, amelyek közül néhányat felújítottak, és a mozdonyok működtetésére is rendelkezésre állnak. A 23 m átmérőjű mozdonyfordítót csak a nagy gőzmozdonyok forgatására tervezték, és eredetileg csak egyetlen kitérővel rendelkezett. A téglalap alaprajzú járműcsarnokba nagyterületű váltókörzeten keresztül lehet bejutni.
Strasshofból különösen a nyári hónapokban nosztalgiajáratok indulnak, mind a kiterjedt vasúti területen, mind más vasútvonalakon.
2010-ben színesfémtolvajok jelentős károkat okoztak. 2011 márciusában vandálok támadták meg a múzeumot, akik 27 történelmi járművet rongáltak meg. A kár összesen mintegy 20 000 eurót tett ki.

## Képek

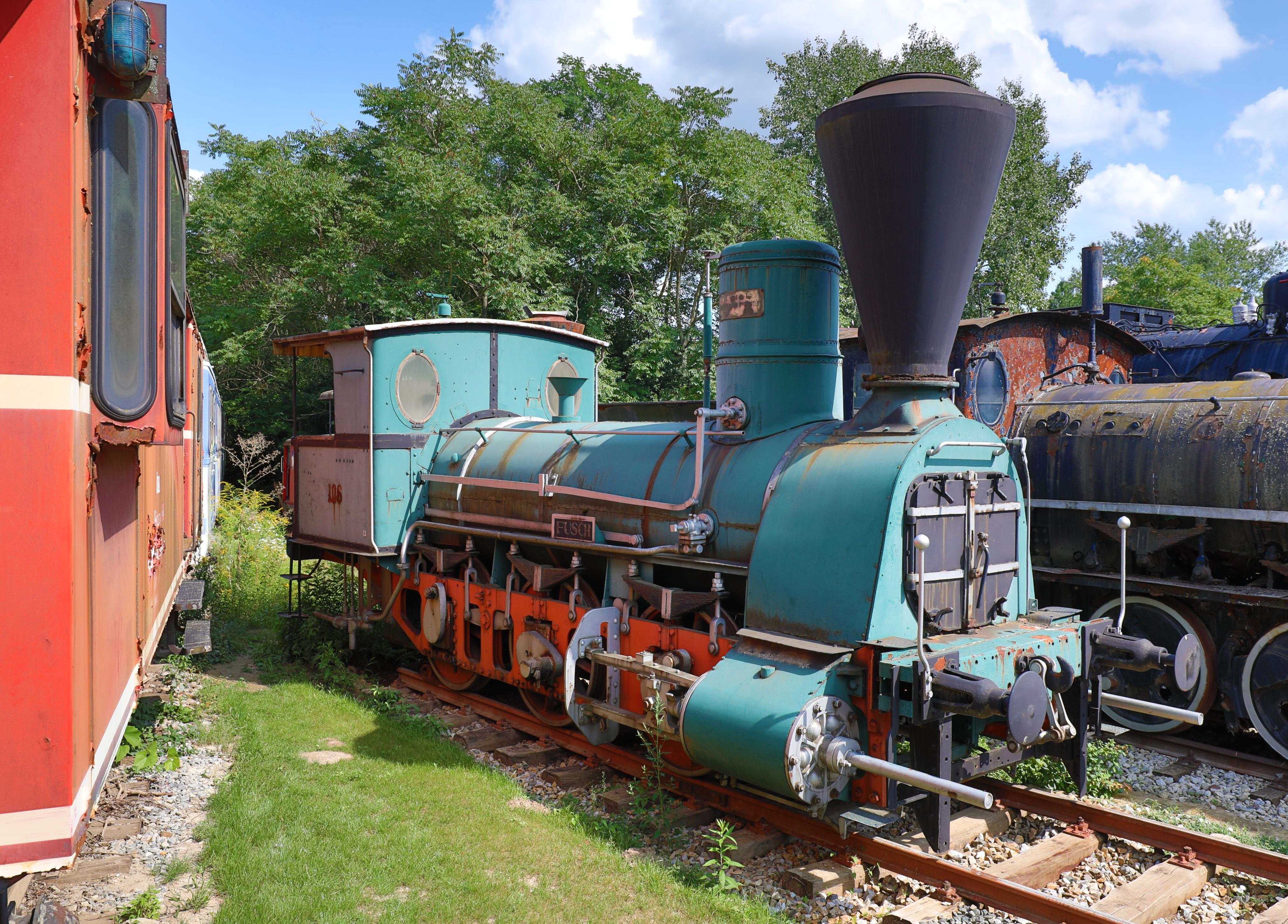
KEB IV 106; A legrégebbi mozdony a múzeumban
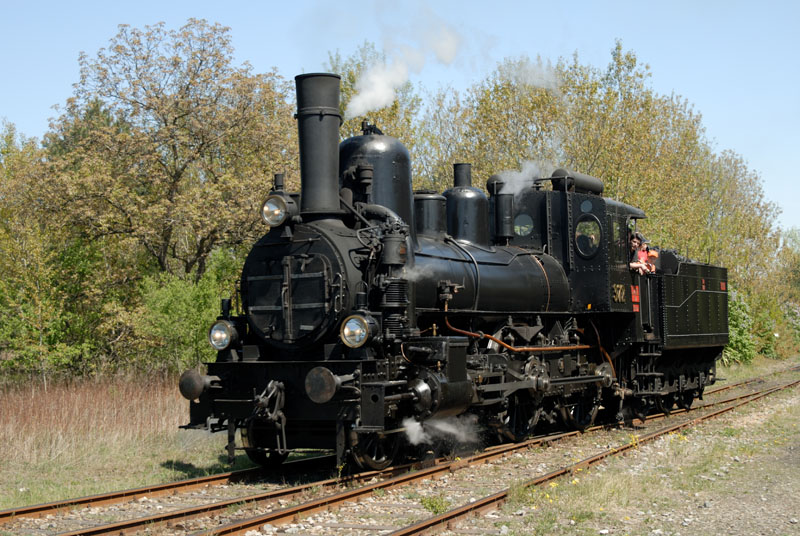
17c372
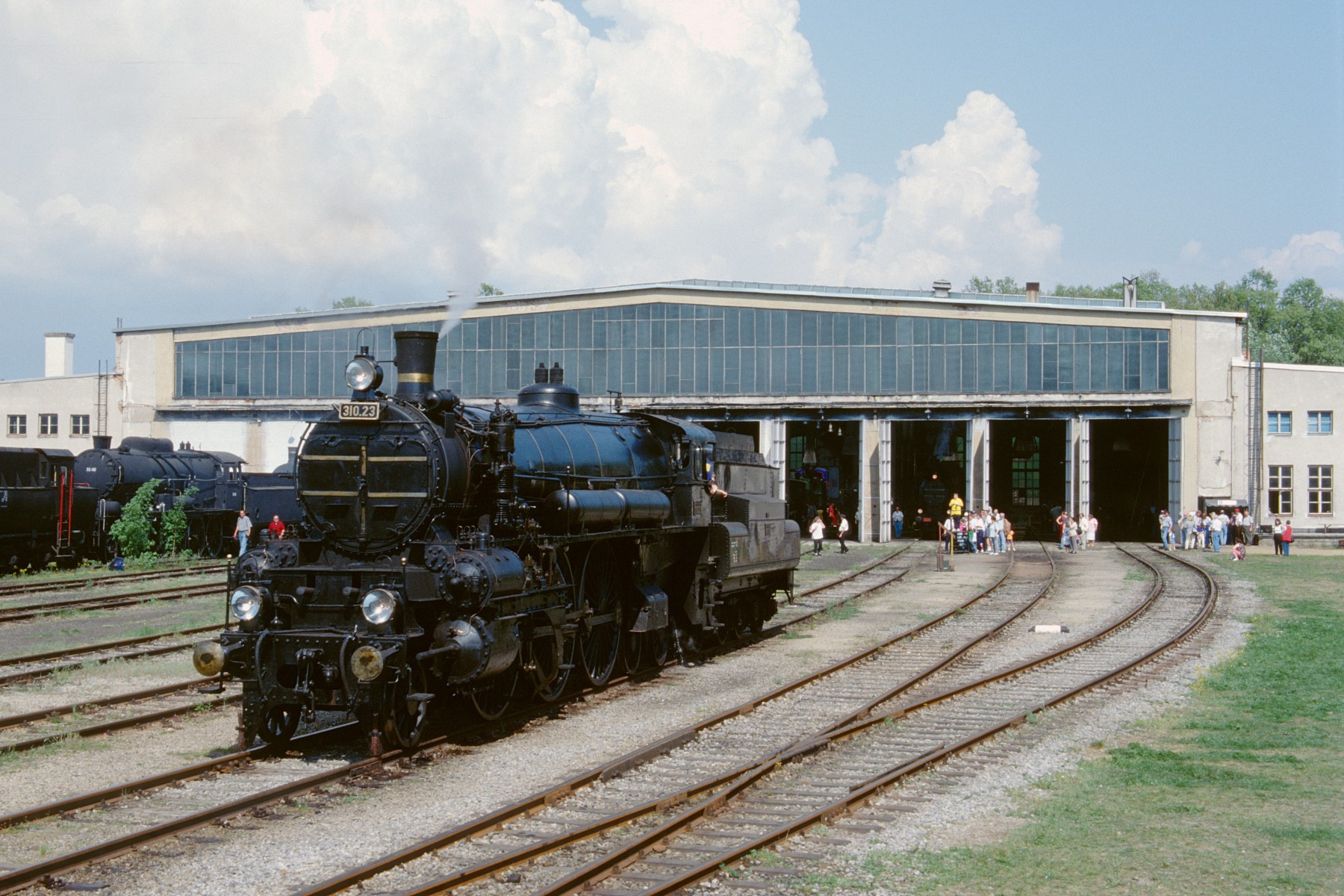
310.23
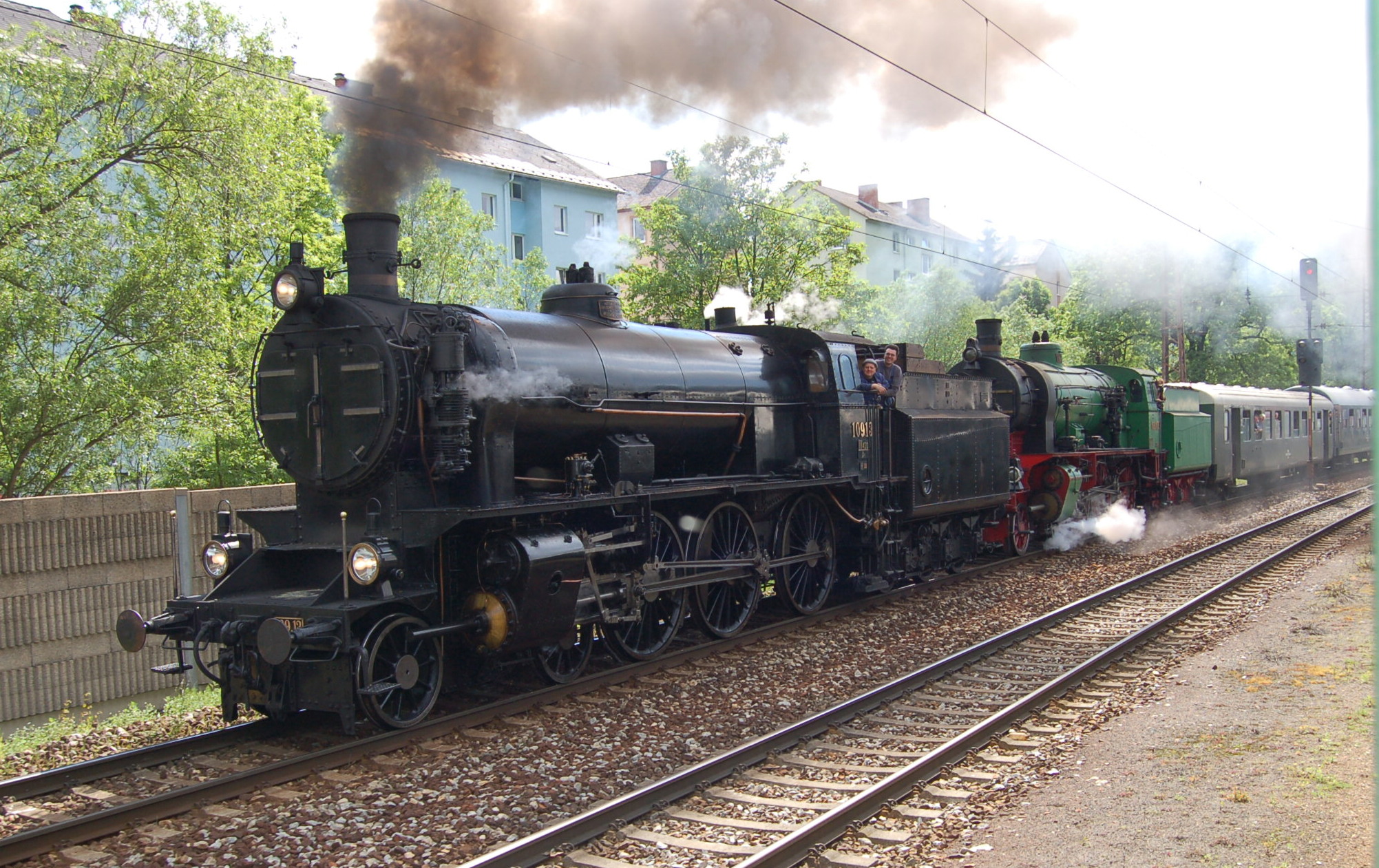
109.13
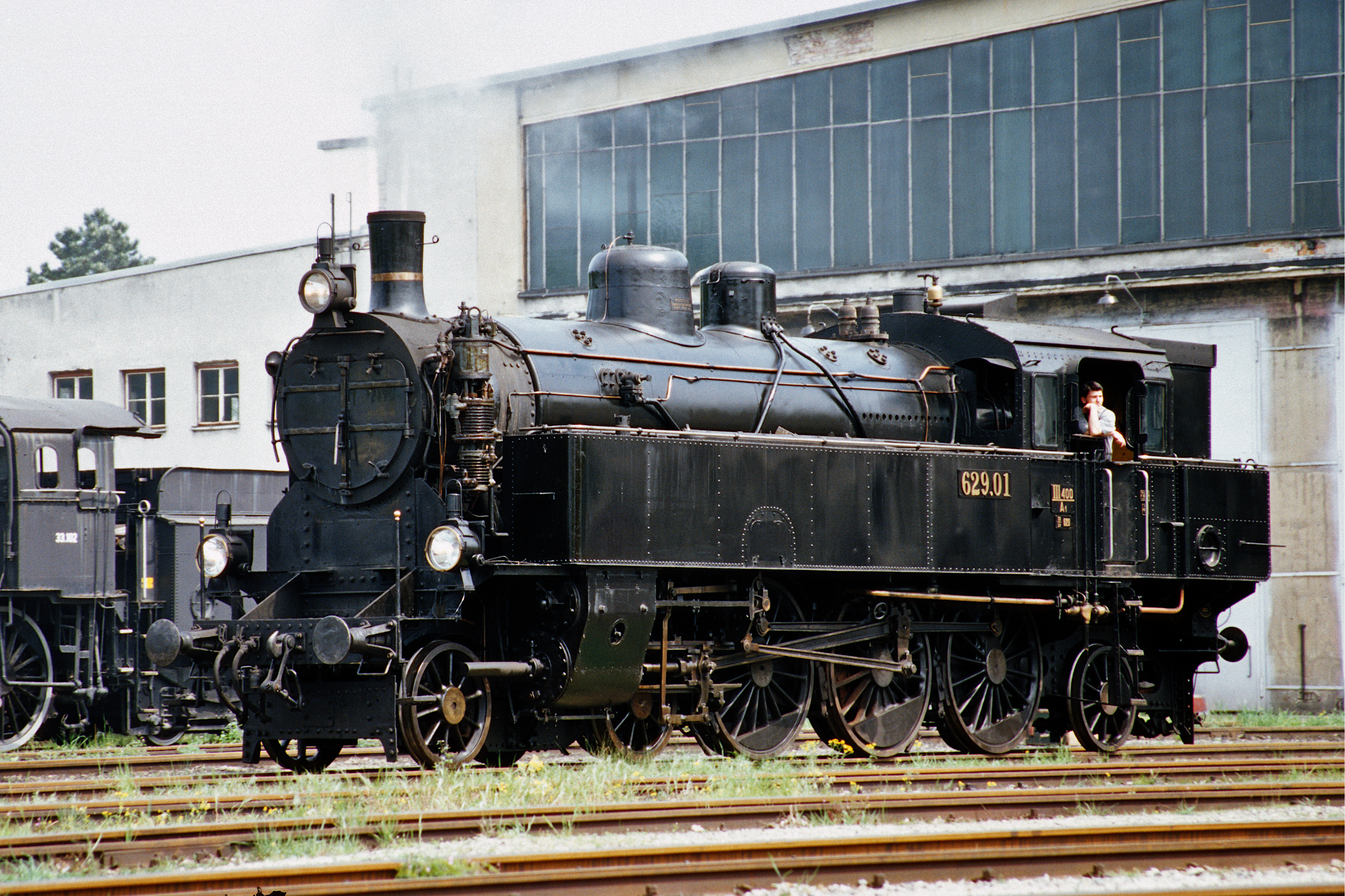
629.01
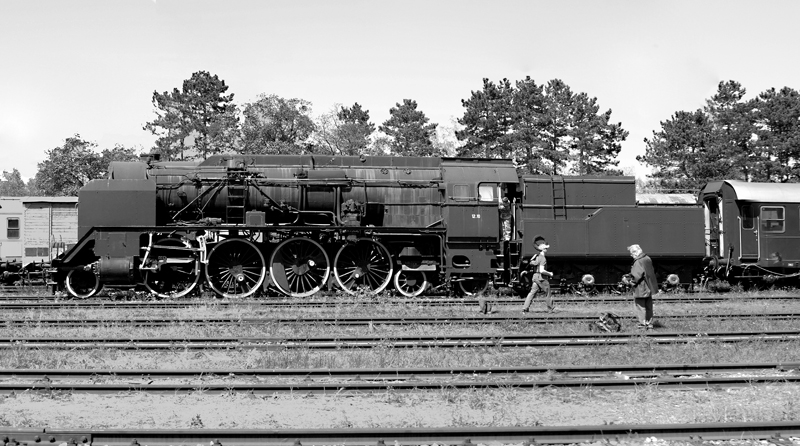
12.10
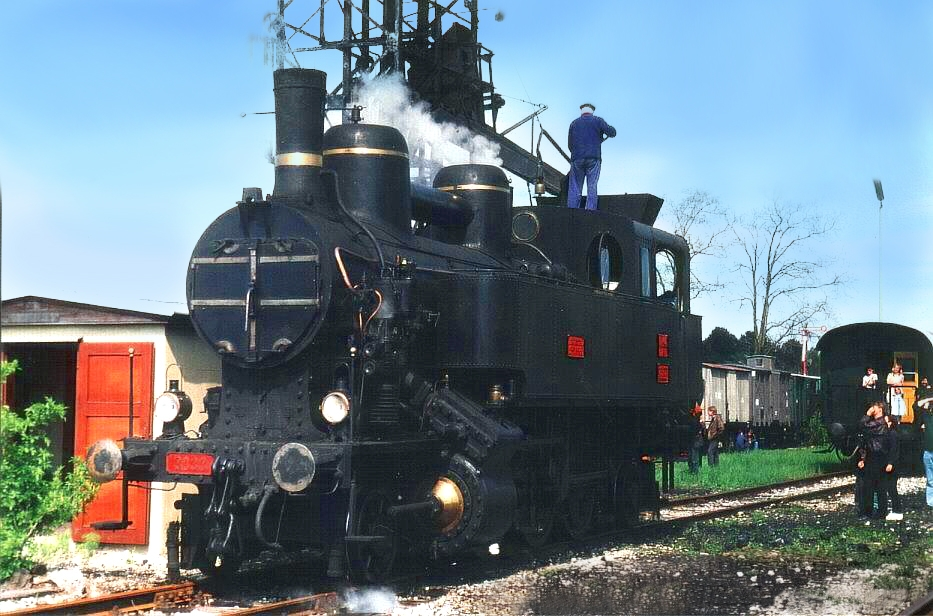
30.33
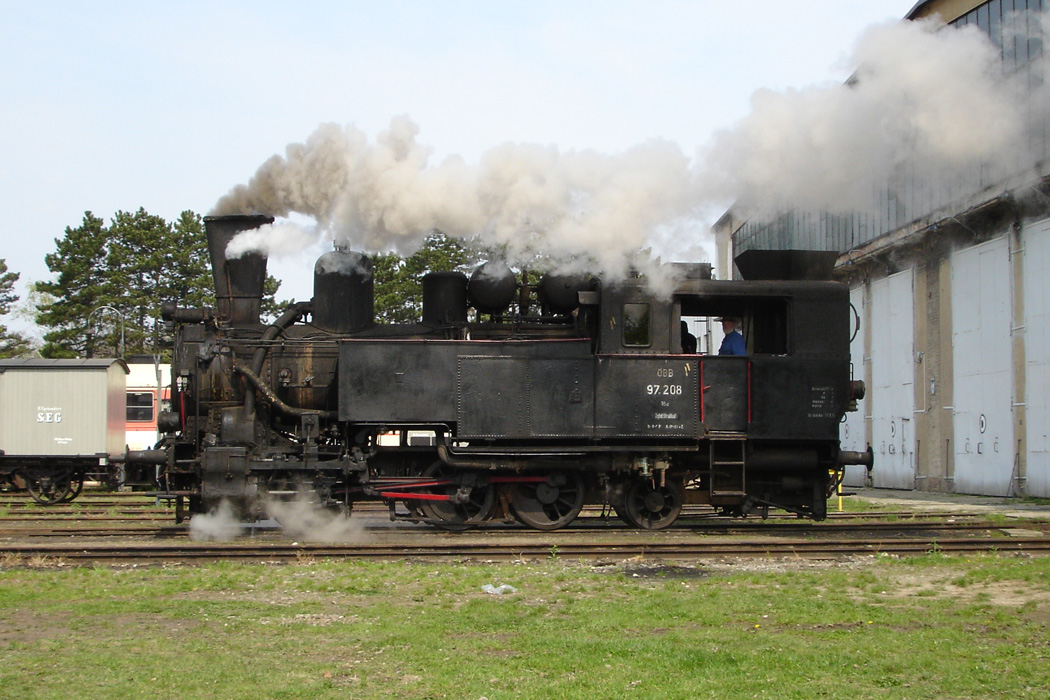
97.208
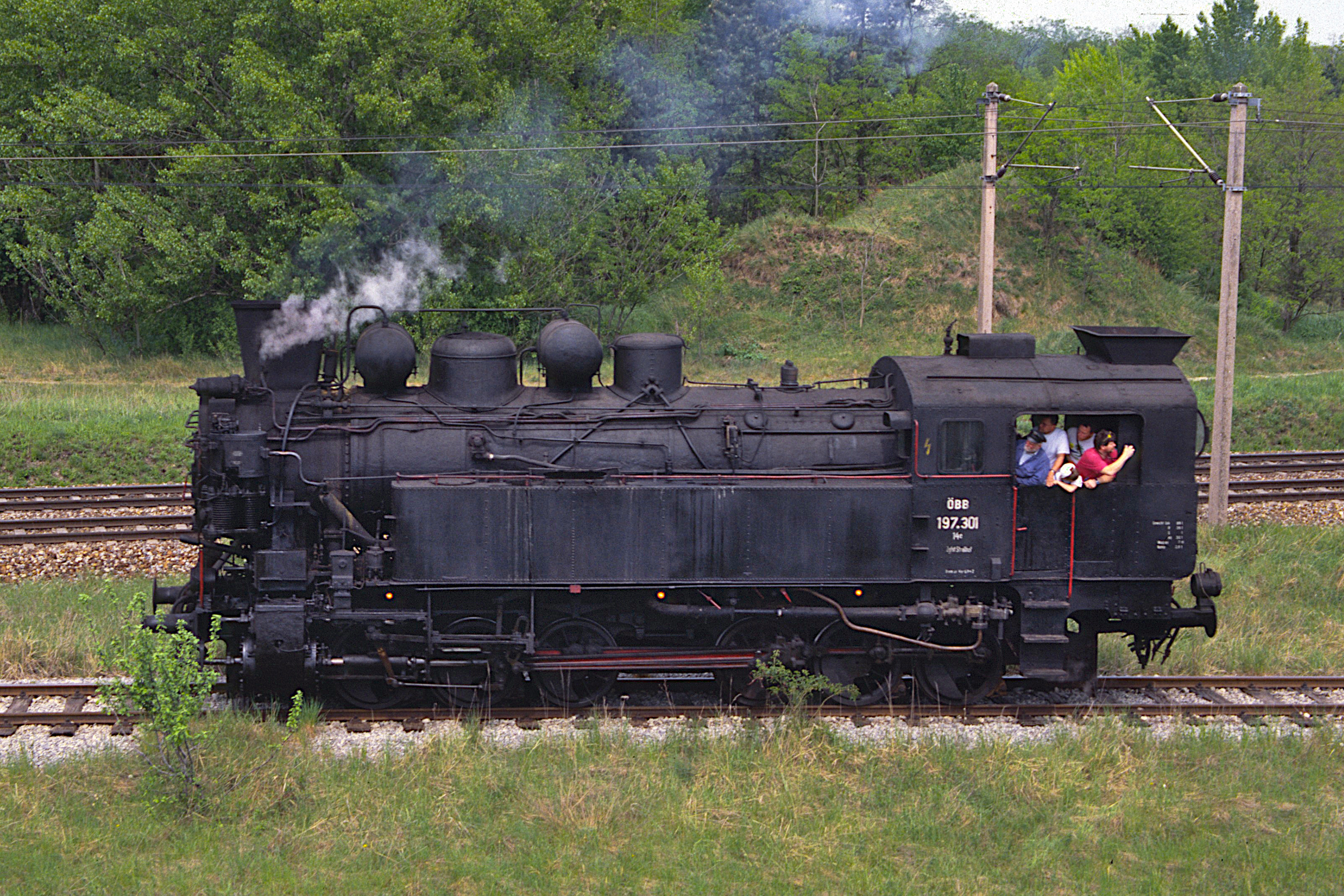
197.301
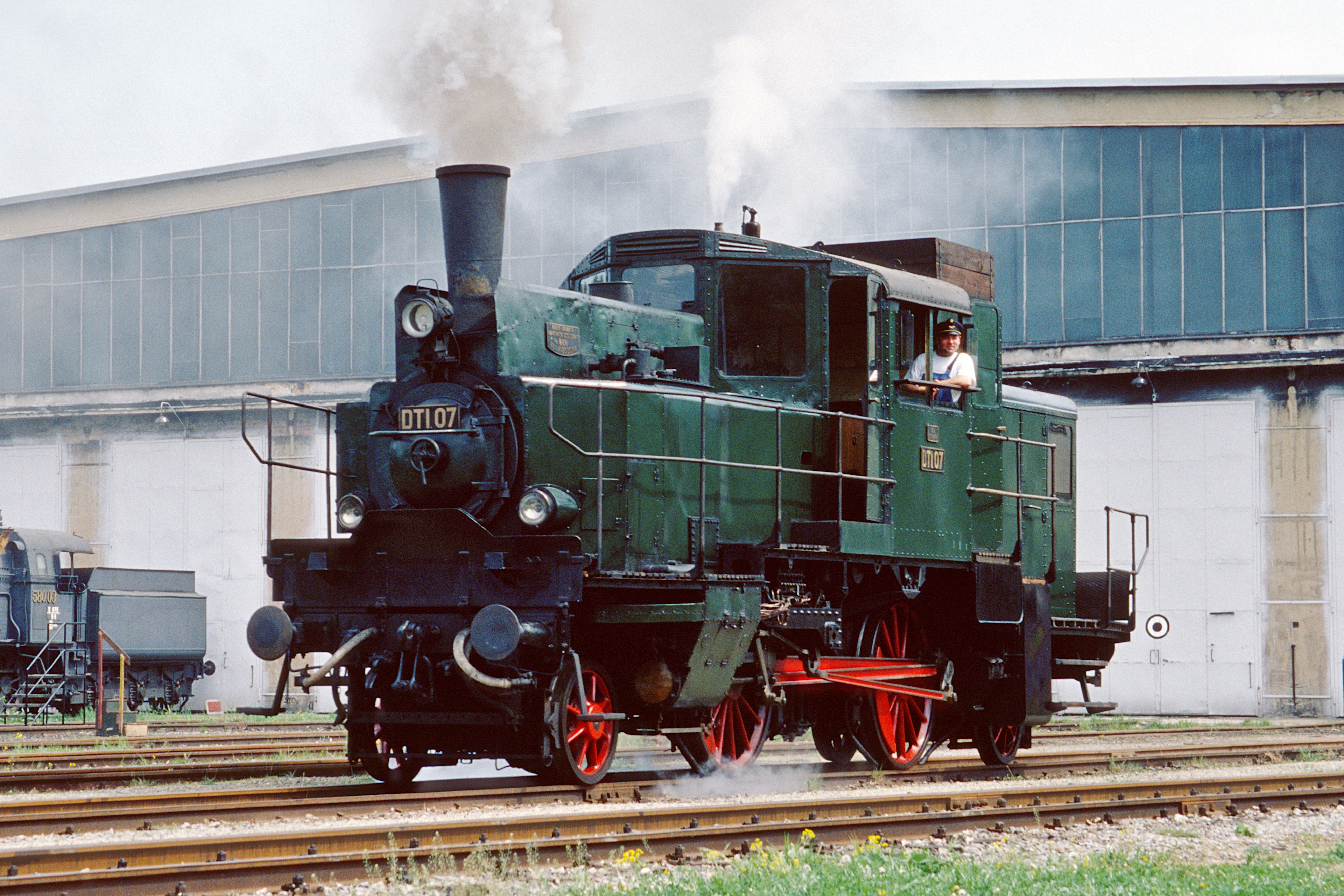
DT1.07
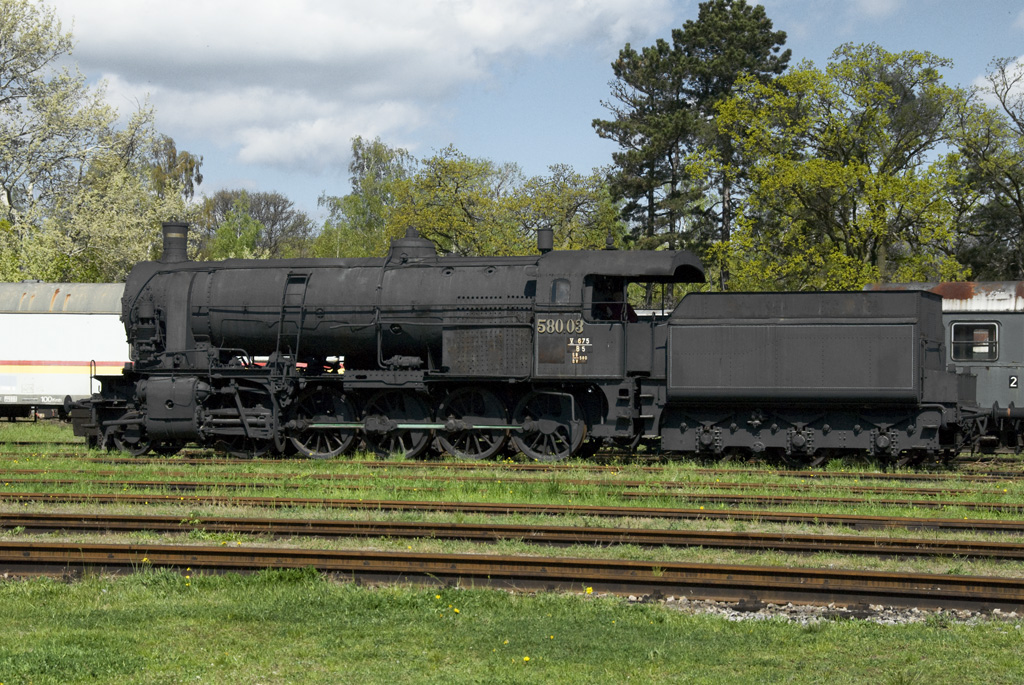
580.03
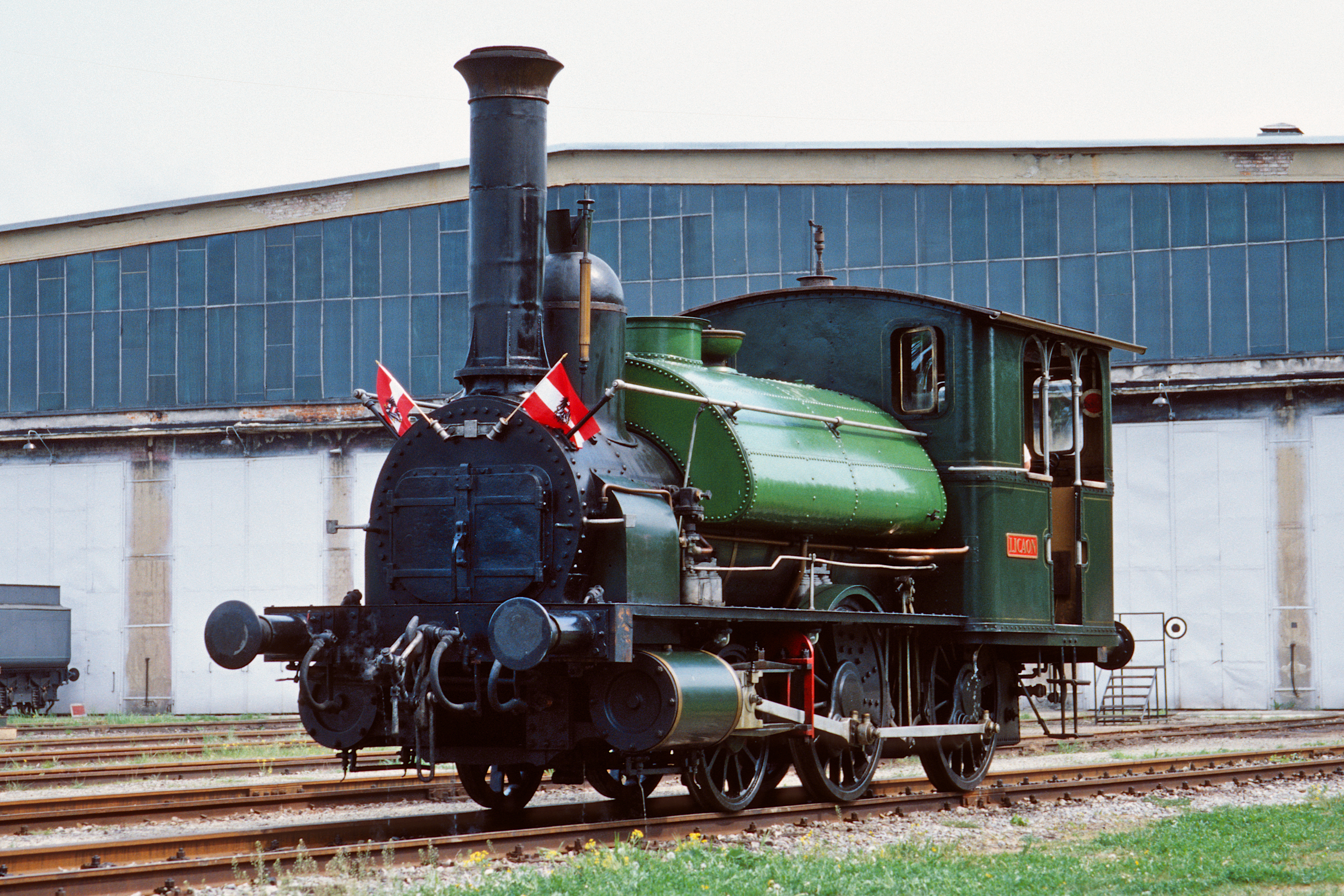
Licaon, gebaut 1851